# Bir al-Ghanam
Koordinaten: 32° 19′ N, 12° 34′ O
Bir al-Ghanam (arabisch بئر الغنم, DMG Biʾr al-Ġanam; auch: Bi'r al-Ganam, Bi'r al-Ganam) ist eine kleine Stadt im Munizip al-Dschabal al-Gharbi in Libyen.
Der Ort hatte Anfang 2010 vermutlich etwa 3.500 Einwohner. Er liegt etwa 90 km südwestlich von Tripolis und ca. 40 km nördlich von Yafran.
Der Ort ist strategisch wichtig, weil er an einer wichtigen Zufahrtsstraße zu Tripolis liegt.

## Geschichte
Die Stadt gelangte während des Bürgerkriegs in Libyen 2011 ab 27. Juni 2011 erstmals in die Hand der Anti-Gaddafi-Truppen. Am 6. August eroberten die Rebellen den Ort, mussten ihn aber am Tag darauf wieder verlassen. Am 8. August war der Ort nach schweren Kämpfen am Tag zuvor wieder unter der Kontrolle der Aufständischen.